# Myxomycota
Myxomycota é a antiga denominação para o infrafilo Mycetozoa. Os mixomicotas são seres cosmopolitas e microbívoros (alimentam-se de bactérias, leveduras e outros microrganismos) encontrados em todas as latitudes do globo terrestre, onde tenha depósito de substratos orgânicos em decomposição. Seu corpo de frutificação se assemelha ao dos fungos  e são visíveis na natureza em forma de esporocarpos ou plasmódios - uma massa de protoplasma multinucleada e sem paredes celulares.

## Características gerais do grupo
Os mixomicetos possuem como principais características as formas que assume nas fases de seu ciclo de vida. O seu ciclo de vida pode ser dividido em duas fases: a assimilativa e a reprodutiva. Em sua fase assimilativa, o organismo organiza-se em plasmódio de vida livre. Quando chega à maturidade, varia de uma forma pequena, multinucleada, ameboide de pouca motilidade ou então em forma de um grande protoplasma altamente móvel com uma rede de veias (Imagem 1) e uma margem protoplásmica que avança continuamente. Desenvolvem estruturas de frutificação denominadas esporocarpos, que podem ser classificados de acordo com o formato em esporângio sécil, esporângio pedicelado ( quando separados) ou pseudoetálio, plasmodiocarpos ou etálios (quando unidos).
Na fase assimilativa (ou vegetativa), não há presença de parede celular; as células ameboides estão sempre presentes (formando o plasmódio) e alguns grupos podem possuir células flageladas, sendo esses flagelos apenas do tipo chicote, localizados predominantemente na porção anterior da célula.

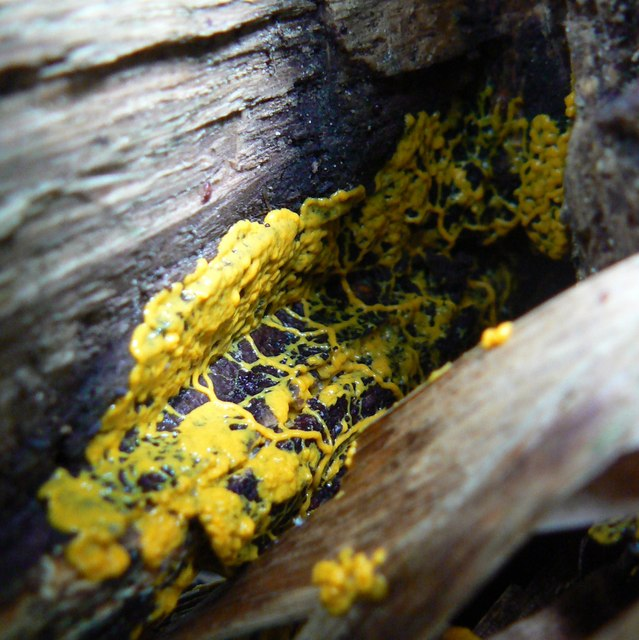
Imagem 1: Plasmódio com sua rede de veias

## Grau de conhecimento do grupo
Algumas espécies são conhecidas há quase 300 anos, como por exemplo a espécie atualmente conhecida como Lycogala epidendrum (Imagem 2), descrita em 1657.
Rossman apresentou uma expectativa para a diversidade mundial de 1500 espécies, só para a classe Myxogastria (a maior classe do grupo), dita como moderadamente conhecida (Rossman 1994 apud Hawkswoth 2001).

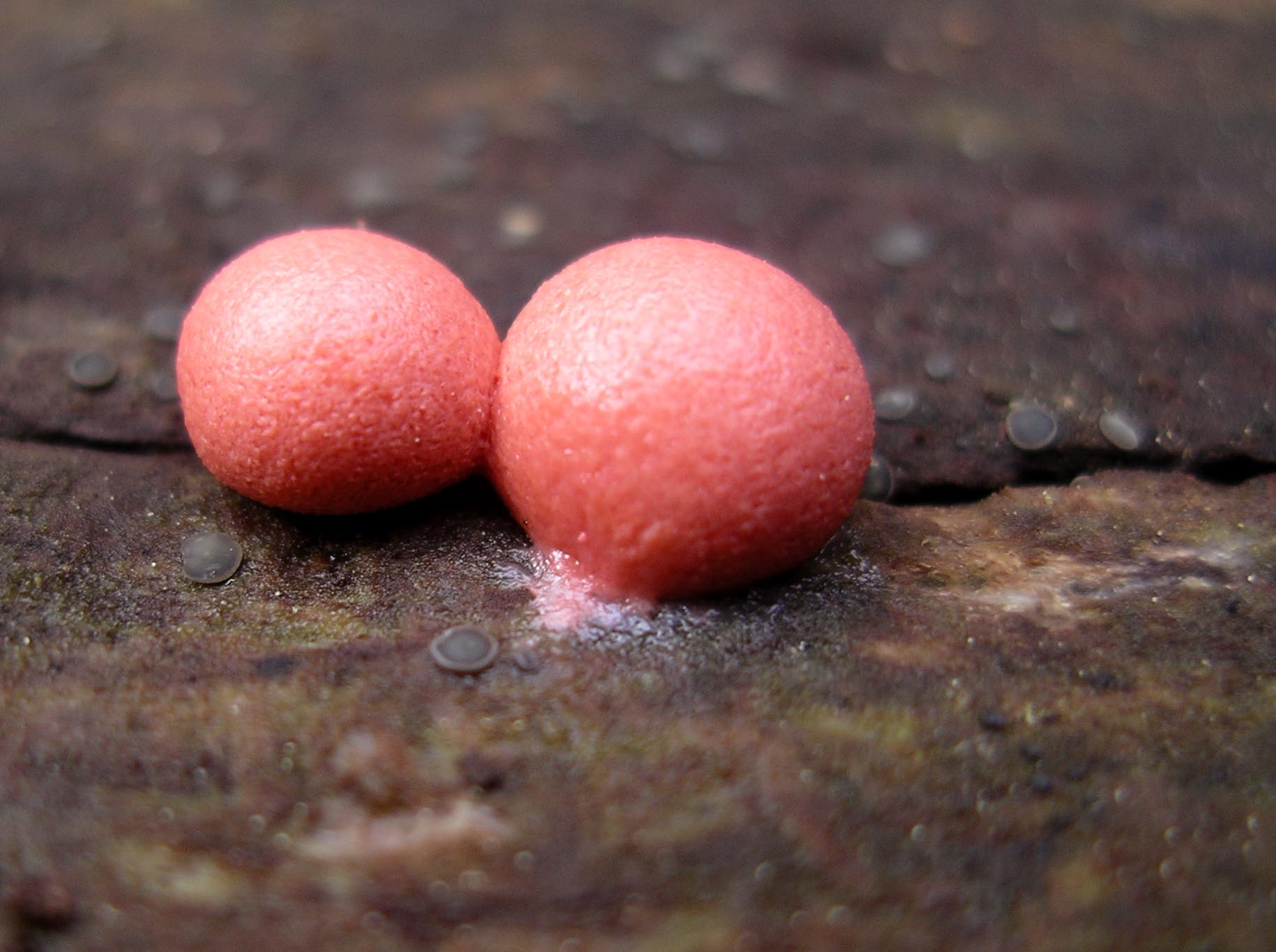
Imagem 2: Lycogala epidendrum (J.C. Buxb. ex L.) Fr. 1829

## Número de espécies conhecidas
Atualmente, são conhecidas cerca de 1000 espécies descritas de mixomicetos no mundo. No web site Discover Life  são reconhecidas aproximadamente 1000 espécies. Segundo De Bary, o infrafilo Myxomycota (quando ainda incluía Acrasieae, que hoje possui seu próprio filo) possuía 300 espécies conhecidas. Esse dado mostra como vem crescendo o conhecimento do grupo, desde os primeiros estudos do mesmo. No Brasil, 216 espécies são descritas para os diferentes biomas brasileiros, com exceção do Pantanal e Pampas. Em Pernambuco, onde as primeiras pesquisas sobre estes organismos datam de 1974 até os dias atuais, é registado o maior número de espécies (162) e em São Paulo, onde as pesquisas têm sido reforçadas, ocorrem 124 espécies.

## Classificação mais aceita
Segundo Dugan, que por sua vez se baseia na classificação proposta por Martin & Alexopoulos, Myxomycota consiste em três classes: Myxomycetes, Dictiosteliomycetes e Protosteliomycetes. Essa segunda classe pertencia anteriormente a Acrasiomycetes (que por sua vez não faz mais parte de Myxomycota) e ainda não é tão aceito nessa classificação. Porém, trabalhos atuais já fazem uso da mesma classificação apresentada nessa revisão, indicando que vem sendo levada em consideração. Com isso, abaixo estão listadas os táxons pertencentes ao filo Myxomycota, baseando-se em Dugan e em Martin et al.:

## Relação com outros grupos de fungos
Segundo a publicação de Martin et al., os biólogos mais modernos têm defendido que o filo Myxomycota é mais relacionado aos protistas do que aos fungos; porém, esse grupo tem sido por anos classificado e nomeado segundo as regras da taxonomia botânica. Entretanto, pode-se classificar o filo em questão, que se encontra no reino Protista (ou Protoctista), como Gymnomycota, subfilo Mycetozoa, classe Eumycetozoa e finalmente em duas subclasses, Protostelia e Myxogastria (Olive 1975 apud Martin et al.). Essa classificação é usada no site Discover Life , já mencionado anteriormente, pelo site Eumycetozoa  e pelo Encyclopedia of Life.
Contudo, mesmo que o filo Myxomycota tenha sido transferido para o reino Protoctista, o Código de Nomenclatura Botânica, Divisão I, Princípio I diz que esse código atua sobre nomes atualmente considerados botânicos e também sobre os que já foram considerados botânicos. Com isso, não se torna incorreto o uso da nomenclatura anteriormente proposta por micólogos como Alexopoulos, Martin, Hawksworth entre outros.

## Metodologia de estudo do grupo
Os Myxomycota podem ser encontrados em ambientes já conhecidos para os fungos: em locais sombreados e úmidos com temperaturas mais amenas, sobre troncos na mata, folhas mortas, beirada de brejos e até montes de lixo – além de poderem crescer sobre folhas vivas.
Para o cultivo em meio artificial, o material deve ser coletado e colocado em um placa de Petri (com 9 cm de diâmetro) com um papel filtro autoclavado ou esterilizado em seu fundo, umedecido com água destilada. O material deve ser analisado sob estereomicroscópio e um fato importante é isso ser feito ao menos um dia após estar úmido. Com isso, deve-se encubar a 20-25°C pelo tempo necessário para o desenvolvimento e amadurecimento do esporângio.
Em outros tipos de coleta, o espécime deve ser colocado em uma caixa com tampa para que não seja danificado; os esporângios desenvolvidos devem ser secos e guardados em um herbário – após ser devidamente catalogados. O máximo de material não pertencente ao mixomiceto deve ser retirado, e o restante deve ser colado à caixa rotulada com as informações do espécime.
Já para o exame minucioso do material, montam-se lâminas, seguindo o protocolo proposto em Teixeira: colocar o material sobre a lâmina, em uma gota de álcool (98% ou absoluto) por 1 minuto; colocar 1 gota de solução de KOH a 2% por um minuto; colocar à lamínula de forma que não fique bolhas de ar. Assim a lâmina está pronta para ser examinada. Não aconselha-se a análise muito tempo após sua montagem pois os esporos podem inflar, perdendo sua característica diagnóstica.
E ainda, se as lâminas precisarem ficar armazenadas por mais tempo, colocar glicerina a 8%, tirando o KOH com um papel-filtro pela lateral. E para lâminas permanentes, colocar glicerina várias vezes após a secagem da mesma. Após isso, deixar em glicerina pura por 2 dias, retirar o excesso e colocar solução lutante diluída por 24 horas e depois a concentrada por mais 48 horas.

## Importância do grupo
Além de fazer parte da biodiversidade do planeta, os mixomicetos possuem importância como elemento de pesquisa científica. A partir desses organismos, é possível estudar a dinâmica de sua célula, o mecanismo do movimento plasmodial e também a fisiologia do seu desenvolvimento. Desde 1969, muitos estudos sobre a citologia, a genética e a fisiologia são tópicos abordados em relação os Myxomycetes 

Esses organismos além de ser encontrados sobre folhas e madeiras mortas em áreas de floresta, podem ser vistos sobre folhas de plantas vivas, o que pode causar algum dano, sendo que esse dano é meramente incidental, já que isso não sugere um parasitismo verdadeiro. A espécie mais comum desse plasmódio vivendo em canteiros e plantas ornamentais é Physarum cinereum  (Imagem 3).

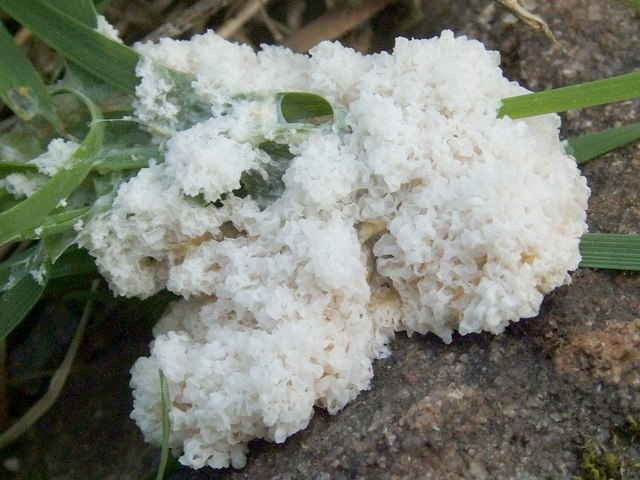
Imagem 3: Physarum cinereum esporulando sobre folhas

Contudo, Martin et al. fazem menção ao trabalho de Harado em 1977, onde os mixomicetos acabam por causar danos em cogumelos comerciais. Outro trabalho realizado  mostra a ocorrência de mixomicetos em cultura hidropônicas, sendo que sua presença influencia na qualidade das hortaliças de modo ainda não compreendido.

## Curiosidades
Os Myxomycota não se restringem apenas à florestas e matéria orgânica. No estudo de Lindley et al., espécies de Myxomycetes e também de Protosteliomycetes foram isoladas de água coletada em lagos em cidades dos Estados Unidos. Tais espécies foram identificadas graças a análises moleculares.